# Vittadinia gracilis
Vittadinia gracilis là một loài thực vật có hoa trong họ Cúc. Loài này được (Hook.f.) N.T.Burb. miêu tả khoa học đầu tiên năm 1982.